# Rzeżusznik skalny
Rzeżusznik skalny (Arabidopsis lyrata subsp. petraea (L.) O'Kane & Al-Shehbaz) – gatunek rośliny jednorocznej lub dwuletniej z rodziny kapustowatych.

## Rozmieszczenie geograficzne
Występuje w Europie, Azji i Ameryce Północnej (Alaska i Jukon). W Polsce znany był z tylko jednego stanowiska, położonego w okolicach Będzina.

## Morfologia
ŁodygaDo 15 cm wysokości.
LiścieLiście różyczkowe łopatkowate. Liście łodygowe równowąskolancetowate, całobrzegie, dolne i średnie – na ogonkach.
KwiatyBiałe lub różowe. Płatki ok. 2 razy dłuższe od działek kielicha.
OwocSkośnie skierowana w górę łuszczyna.

## Biologia i ekologia
Bylina. W Polsce rosła na torfowisku. Kwitnie od kwietnia do lipca.

## Taksonomia
Wykaz synonimów:

- Arabidopsis petraea (L.) Kolník & Marhold
- Arabidopsis petraea subsp. septentrionalis (N.Busch) Elven & D.F.Murray
- Arabidopsis petraea subsp. umbrosa (Tolm.) Elven & D.F.Murray
- Arabis ambigua DC.
- Arabis amurensis N.Busch
- Arabis grandiflora Freyn
- Arabis hispida L.
- Arabis media N.Busch
- Arabis petraea (L.) Lam.
- Arabis petraea var. ambigua (DC.) Regel
- Arabis petraea var. major Regel
- Arabis petraea subsp. umbrosa Tolm.
- Arabis runcinata Lam.
- Arabis septentrionalis N.Busch
- Arabis simplicifolia Schur
- Arabis sisymbroides Hook. ex Hook.f.
- Arabis thaliana Crantz
- Arabis umbrosa var. angustifolia (N.Busch) Polozhij
- Arabis umbrosa var. glandulosa (N.Busch) Polozhij
- Arabis uralensis Willd. ex Ledeb.
- Cardamine faeroensis Hornem.
- Cardamine hastulata Sm.
- Cardamine petraea L.
- Cardaminopsis amurensis (N.Busch) O.E.Schulz
- Cardaminopsis hispida (L.) Hayek
- Cardaminopsis media (N.Busch) O.E.Schulz
- Cardaminopsis petraea (L.) Hiitonen
- Cardaminopsis septentrionalis (N.Busch) O.E.Schulz
- Cardaminopsis umbrosa (Tolm.) Czerep.
- Crucifera crantziana (Ehrh. ex Willd.) E.H.L.Krause
- Erysimum ambiguum (DC.) Kuntze
- Erysimum petraeum (Lam.) Kuntze
- Sisymbrium petraeum Delarbre

## Ochrona
Roślina umieszczona na Czerwonej liście roślin i grzybów Polski w grupie gatunków wymarłych i zagonionych w Polsce (kategoria zagrożenia Ex).